# Salix foetida
Salix foetida är en videväxtart som beskrevs av Schleicher. Salix foetida ingår i släktet viden, och familjen videväxter. Inga underarter finns listade i Catalogue of Life.

## Bildgalleri

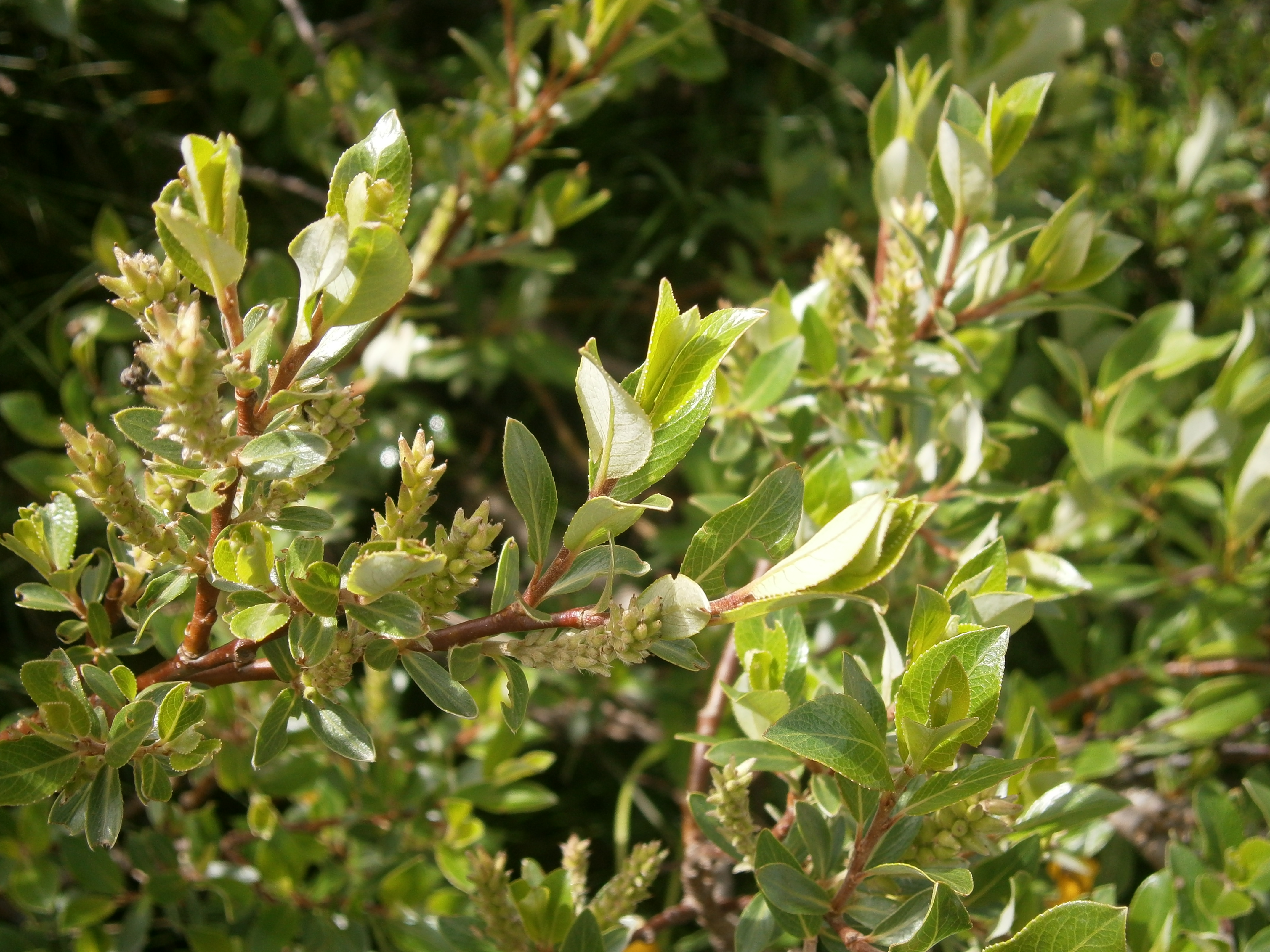
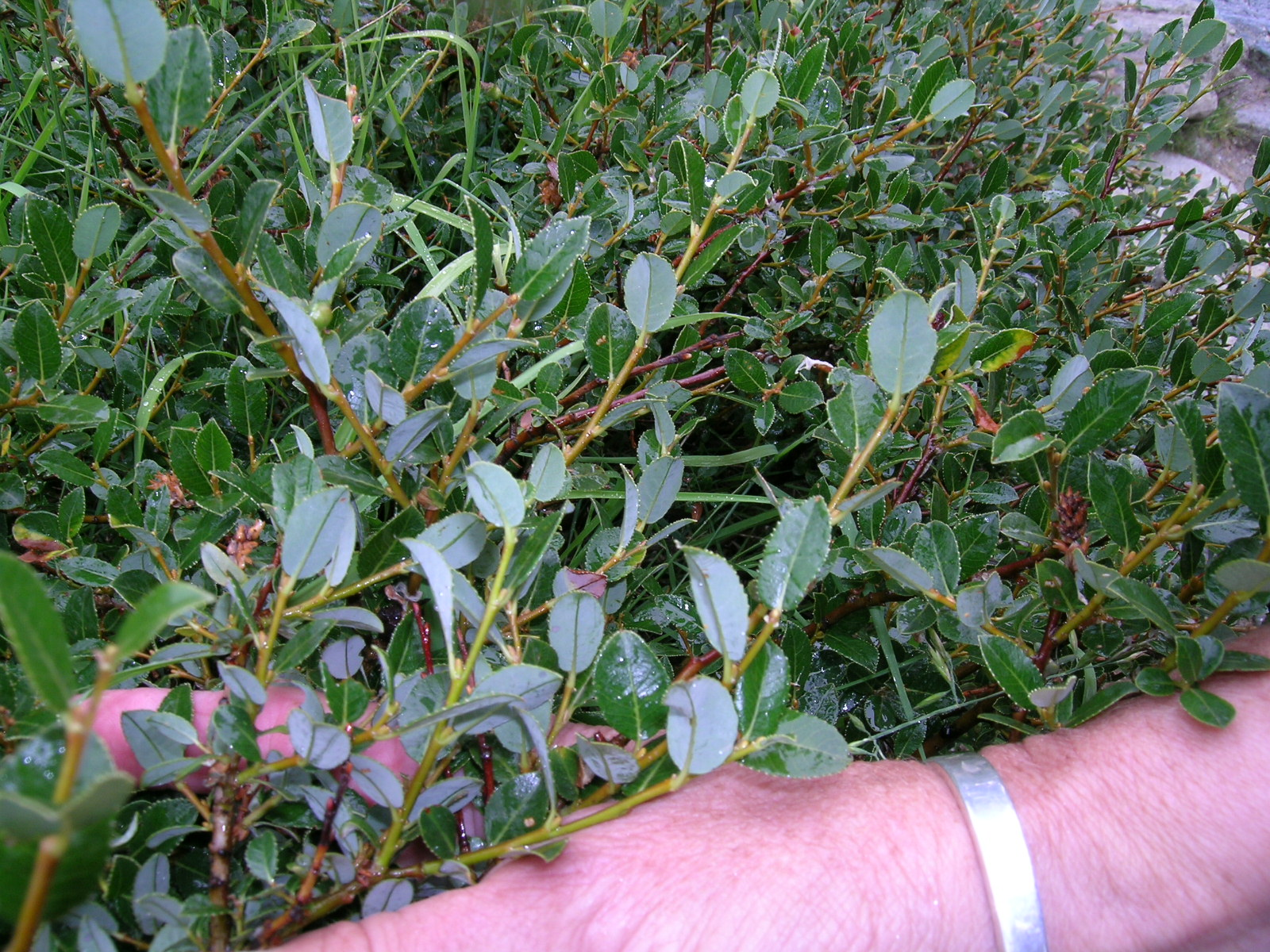